# Studentenorden

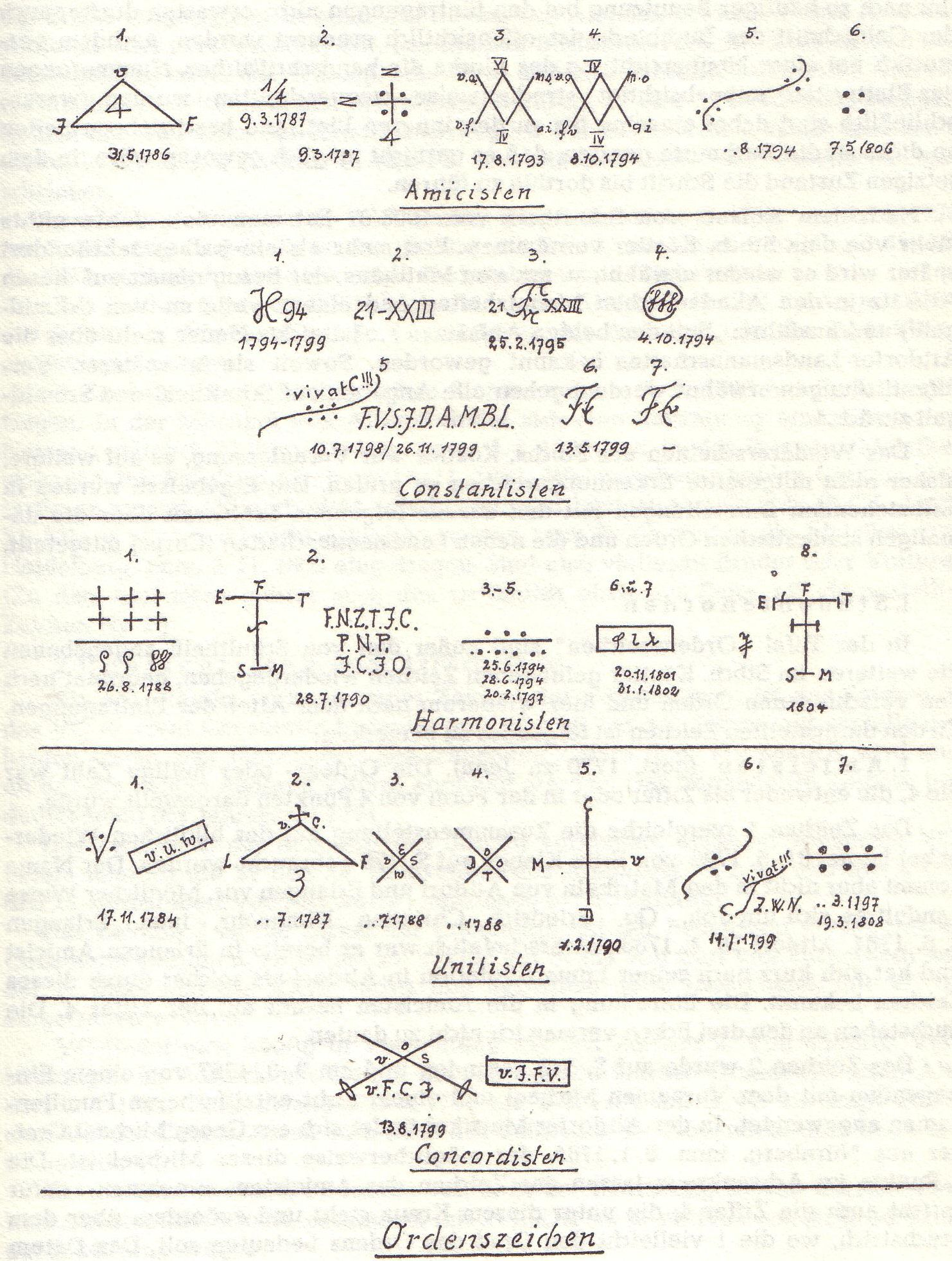
Zeichen von Studentenorden

Studentenorden waren geheime studentische Zusammenschlüsse zur Zeit der Aufklärung.

## Geschichte
Im 18. Jahrhundert schlossen sich Studentengruppen zu sogenannten Orden zusammen. Die Vorläufer der studentischen Orden waren ältere bürgerliche und adelige Sozietäten sowie deutsche Logensysteme, die sich nach dem Westfälischen Frieden von 1648 entwickelt hatten und die Befriedigung eines Bedürfnisses nach Geselligkeit zum Zwecke hatten. Diese Gesellschaften entstanden vor allem in protestantischen Regionen und orientierten sich häufig an den Strukturen von Mönchsbruderschaften. Ein bedeutendes Beispiel hierfür ist die Großloge Indissolubilis, auch bekannt als der Orden der Unzertrennlichen, die ihre Aktivitäten ab 1671 entfaltete. Zusätzlich zu diesen Entwicklungen entstanden im späten 17. Jahrhundert Sprachgesellschaften und „literarische“ Sozietäten an deutschen Universitäten. Im Verlauf des 18. Jahrhunderts begannen diese studentischen Sozietäten, inspiriert von den Ideen der Aufklärung, äußere Merkmale von der Freimaurerei zu übernehmen, während gleichzeitig reguläre, von Studenten gegründete Freimaurerlogen entstanden. Der Übergang zwischen Orden und landsmannschaftlichen Kränzchen war häufig fließend und oft nicht zu differenzieren.
Der ZN-Orden, der sich um 1772 als Sonderform aus dem irenischen Orden der Hoffnung oder Ordre de l'Esperance entwickelt hatte, stand gar in bewusstem Gegensatz zur Freimaurerei und verbot seinen Angehörigen die Mitgliedschaft in Freimaurerlogen ausdrücklich. Er verwischte den Gegensatz zwischen Lehrenden und Studierenden und stand unter der Leitung des Professors der Medizin Johann Friedrich Blumenbach, zuletzt 1784 als Senior. Der ZN-Orden übernahm aufgrund hochadliger Protektion bis etwa 1784 die Führung der Studentenschaft an der Universität Göttingen und spielte auch an der Universität Tübingen eine bedeutende Rolle. In Göttingen wurde 1784 durch die kurfürstliche Regierung in Hannover seine Fortsetzung untersagt.
Wichtige Quellen für die Geschichte der Orden sind studentische Stammbücher. Wenn sich dort ein Ordensmitglied eintrug, gab er das bekannt, in dem er seinem Text eine entsprechende Abkürzung (etwa VC für Vivat Constantia) beifügte. Damit lässt sich zumindest feststellen, wann welche Orden an einer Universität vertreten waren und teilweise auch, wer dort Mitglied war.
Die Orden waren die ersten studentischen Zusammenschlüsse, die eine lebenslange Zusammengehörigkeit der Mitglieder anstrebten. Sie halfen aber auch, die Verbindungen zu anderen Universitäten zu stärken, wenn ein Orden in mehreren Städten vertreten war. Studienplatzwechsler fanden in diesem Fall schneller Anschluss und stellten auch die Verbindung zwischen den „Ordensfilialen“ an verschiedenen Orten her.
Die vier wichtigsten Orden waren die Amicisten, die Constantisten, die Unitisten und die Harmonisten.

## Freimaurer, Orden und alte Landsmannschaften
Schindelmeiser schreibt:

„Um 1740 faßte die Freimaurerei, deren Kreise sich in England gebildet hatten, über Frankreich auch in Deutschland Fuß. Das Freimaurertum fand auch auf den Universitäten Anhänger. Es bekannten sich zu ihm vor allem geistig hochstehende Menschen, die sich mit der »Aufklärung« der Menschheit beschäftigten. Die Mitgliedschaft der damals oft sehr jungen Studenten wurde nicht gern gesehen. Vereinzelt bildeten diese eigene Logen. Über die Entstehung der studentischen Orden berichtet wiederum Hoede, daß die Landsmannschaft der Moselländer in Jena im Siebenjährigen Krieg »fritzisch« eingestellt gewesen sei. Dadurch sei es zu Schlägereien mit Preußenfeinden gekommen, daß sie beschlossen habe, ihre Zusammenkünfte auf den Zimmern, d. h. geheim, stattfinden zu lassen. 1762 habe diese Landsmannschaft in ihrem damals neu verfaßten Gesetz dem Senior fast unumschränkte Gewalt eingeräumt. Zu seiner Unterstützung seien Subsenior und Sekretär eingesetzt worden, während die Aufnahme erst nach strenger Auslese in einem förmlichen Verfahren stattgefunden habe. Damit seien zwar die Voraussetzungen für einen engeren Bund mit größerer Festigkeit geschaffen worden, aber unabhängig von der Freimaurerei. 
Der erste Orden ist der der Amicisten, der in Jena 1770 auftaucht. Nach Hoede ist er ebenfalls ohne Beeinflussung durch die Freimaurerloge entstanden, wenn er auch als eine Geheimverbindung gegründet wurde. Von hier aus verbreitete sich das studentische Ordenswesen über Halle auf die anderen Universitäten. In den späteren Jahren bekannten sich die Orden jedoch auch zu freimaurerischen Gepflogenheiten. Sie wurden von dann ab mit deren Logen in Verbindung gebracht, zumal sich auch Jakobiner in ihren Reihen sammelten. Hierdurch wurde wiederum ihr Verfall bedingt. Das Verhältnis der Orden zu den Landsmannschaften war im allgemeinen gespannt. Jene sahen ihre Aufgabe darin, die erste Rolle zu spielen. Die Unitisten in Halle z. B. waren in der Mehrzahl Theologen, die sich pietistisch gaben und es sich zur Aufgabe machten, das Treiben der Landsmannschaften zu bekämpfen. Später änderten sich jedoch die Auffassungen. Da die Ordensbrüder nur untereinander bekannt waren, unterwanderten sie auch die Landsmannschaften und versuchten, diese in ihrem Sinne zu beherrschen. Es kam zur offenen Feindschaft, als die Orden dem Einfluß umstürzlerischer Gedanken verfielen.“

Aus Jena ist ein Komment überliefert, der um 1790 von Orden und Landsmannschaften gemeinsam aufgestellt wurde. Er regelt Ehrenhändel zwischen den Verbundenen und den Profanen.
| Stadt      | Amicitia | Constantia | Unitas | Harmonia |
| ---------- | -------- | ---------- | ------ | -------- |
| Altdorf    | nein     | ja         | nein   | nein     |
| Erfurt     | ja       | nein       | nein   | nein     |
| Erlangen   | ja       | ja         | ja     | ja       |
| Frankfurt  | ja       | ja         | ja     | ja       |
| Freiberg   | nein     | nein       | nein   | ja       |
| Gießen     | ja       | nein       | nein   | ja       |
| Göttingen  | ja       | ja         | ja     | ja       |
| Greifswald | nein     | nein       | ja     | nein     |
| Halle      | ja       | ja         | ja     | nein     |
| Heidelberg | nein     | ja         | nein   | ja       |
| Helmstedt  | nein     | ja         | nein   | ja       |
| Jena       | ja       | ja         | ja     | ja       |
| Königsberg | nein     | nein       | nein   | ja       |
| Leipzig    | ja       | ja         | ja     | nein     |
| Mainz      | ja       | nein       | nein   | nein     |
| Marburg    | ja       | ja         | ja     | ja       |
| Rostock    | nein     | ja         | ja     | nein     |
| Tübingen   | ja       | nein       | nein   | ja       |
| Wien       | nein     | ja         | nein   | nein     |
| Wittenberg | ja       | ja         | ja     | nein     |
| Würzburg   | ja       | ja         | nein   | nein     |

Obwohl die Orden eher unpolitisch waren, wurden sie von der jeweiligen Obrigkeit misstrauisch beobachtet. Im Absolutismus galten Zusammenschlüsse von Menschen als potentiell gefährlich und dem Staatsinteresse schädlich. Im Zusammenhang mit der Französischen Revolution bekannte sich die Mehrheit der Orden zu deren Idealen. Deren Verbindungen zu anderen revolutionär gesinnten Kreisen – etwa Rosenkreuzern oder den Illuminaten – schärften ihre politischen Zielsetzungen und verleiteten sie zu präzisen politischen Projekten und Aktionen.
Anfang Juni 1792 erließ Herzog Karl August von Weimar das Conclusum Corporis Evangelicorum gegen die Orden. Im Juni 1793 verabschiedete der Reichstag in Regensburg das Reichsgutachten, welches alle studentischen Orden verbieten sollte. Dieses Reichsgutachten wurde vom Kaiser aber nie ratifiziert und erhielt somit keine Gültigkeit. An vielen deutschen Universitäten wurden aber Verbote erlassen, welche sich an diesem Reichsgutachten orientierten. Preußen hingegen legitimierte in seinem Allgemeinen Landrecht von 1794 in Artikel 137 Ziffer 12 studentische Gemeinschaftsformen, sofern diese das Placet der akademischen Obrigkeit besaßen und keine staatsfeindlichen Zwecke verfolgten.
Wenngleich sich die staatliche Kritik darauf begründete, dass die Orden ihre Mitglieder vom Studium abhielten, zur Bummelei verführten, vielfach tumultuarische Zustände lieferten und Meineide anstifteten, so war doch vor allem die Angst vor jakobinischen Umtrieben, die bei jedem Ertönen der mit Begeisterung gesungenen Marseillaise die Staatsgewalt erschreckte, der eigentliche Grund für das Verbot.
Nach dem Untergang der Studentenorden zum Ende des 18. Jahrhunderts bildete sich aus den äußeren Elementen der alten Landsmannschaften und denen des Freimaurertums die ersten Verbindungen heutigen Typs. Diese neuen Verbindungen, von denen einige noch heute existieren, nannten sich später Corps, einige gründeten 1815 in Jena die erste Burschenschaft. In den USA entwickelten sich im 19. Jahrhundert aus den Studentenorden die Fraternities und Sororities mit ihren typischen Verbindungshäusern, die oft als Wohnheime im Campus integriert sind.